# Dii jezici
Dii jezici (privatni kod: diix), podskupina od (3) duru jezika, šira skupina Leko-Nimbari iz Kameruna. Predstavnici su: 
- dii isto i Dourou, Durru, Duru, Nyag Dii, Yag Dii, Zaa [dur], 47.000 (1982 SIL).[1]
- dugun (pape) [ndu], 7.000 (1997 L. Lode).
- duupa ili Saa [dae], 5.000 (1991 UBS).

Nekada priznati jezik saa, danas se vodi kao dijalekt jezika dugun i ne smije se brkati s istoimeni dijalektom jezika duupa.

## Vanjske poveznice
- Ethnologue (14th)
- Ethnologue (15th)